# レインボーブリッヂ
レインボーブリッヂは、朝鮮民主主義人民共和国（北朝鮮）に対する支援を名目として、日本で活動しているNGO団体。
2000年4月1日に、世界宗教者平和会議日本委員会評議員の飯坂良明を代表に、現代表代行の小坂浩彰らにより設立された。東京都中央区日本橋に本部を有している。

## 沿革
- 1996年6月 - 北朝鮮への支援活動開始。
- 2000年4月1日 - NGOとして「レインボーブリッヂ」を設立。

## 事件
2002年には、途上国において燃料として利用されるタイヤチップを北朝鮮に輸送している。この際、茨城県日立港においてタイヤチップを積み込んだ北朝鮮船籍の貨物船チルソン号が座礁する事故が発生した。同船は船舶保険に加入しておらず、北朝鮮当局も補償措置を講じようとしなかったため、茨城県では流出した重油の回収作業および積荷撤去作業に4億5千万円以上を税金投入により負担することになり、船体の撤去費用も2億円以上が投じられた。レインボーブリッヂでは積荷を他の貨物船に積み替えたが、事故に対する補償などは行っていない。
- レインボーブリッヂは北朝鮮に向けてタイヤチップなどの資源を無償で輸出している。その額はこれまでに数億円分にのぼる。

2003年には北朝鮮による拉致被害者家族連絡会に接触し、当時日本に帰国していた拉致被害者の北朝鮮に残された子供達を引き渡す用意があるとの北朝鮮当局の意向を伝達した。また、北朝鮮で死亡したとされる拉致被害者の子供の写真を公開し、『ワイド!スクランブル』などの報道番組などに代表代行が盛んに出演したが、この際、北朝鮮政府の意をくんでいると見られる同団体の主張の数々に対して、強い反論が寄せられている。
- NGO「レインボーブリッヂ」の設立直後の2000年5月、北朝鮮を訪問し、朝鮮労働党の幹部と会談を持ったとされている。その直後の2000年7月から横田滋・早紀江夫妻に接触をしかけるようになった。
- 2001年9月17日の小泉純一郎総理訪朝後、横田夫妻に頻繁に接触を図るようになり、小坂は横田夫妻に対して、キム・ヘギョン（本名はキム・ウンギョン）に会うために平壌を訪問を勧奨し続けたが、横田夫妻は小坂の提案に胡散臭さを感じてその話に乗らなかった。
- その後上記の通り、子供達を引き渡す用意があるとの北朝鮮当局の意向の伝達役としてマスコミの前に大々的に登場するようになった。以後、北朝鮮関係のコメンテーターとしてたびたびテレビに登場している。

2006年7月に発覚した三重県桑名市の水谷建設株式会社における脱税事件及び使途不明金・裏金疑惑では、同社から3億円相当の中古重機の寄付を受けており、これを北朝鮮に向けて不正輸出したことが判明している。水谷建設は北朝鮮の砂利利権獲得を狙っており、その手段としてレインボーブリッヂを仲介役にしたと報道されており、東京地検特捜部では裏金が北朝鮮に送金された可能性について捜査を進めている。
2007年3月、厚生労働省が支給する厚生労働科学研究費補助金（科研費）を騙し取ったとして、埼玉県庁に健康医療部長として出向中の厚生労働省の医系技官とレインボーブリッジ代表代行（事務局長を兼任）小坂浩彰こと博幸ほか計3名が詐欺の容疑で警視庁に逮捕された。同医系技官の元部下であった大学助教授が関わった研究に関連して、レインボーブリッジの関連会社で事務局長が経営する医療品販売会社から備品を購入した旨の偽の領収書を作成し、国の科学研究費補助金（科研費）約210万円を騙し取った疑いがもたれた。 裁判では、懲役1年6月、執行猶予4年の有罪判決を受けた。

## 概要
設立：2000年4月1日
本部事務局所在地：東京都中央区日本橋馬喰町1-6-14 日本橋一平堂ビル6階

## 役員
- 代表代行：小坂浩彰 NGOレインボーブリッヂ事務局長
  - 2003年10月、初代代表の飯坂良明の死去に伴い、事務局長の小坂浩彰が暫定的に代表代行を兼務。3年以上経過した後も、正式な代表は決まっていなかったが、元々実務を取り仕切っていたのは小坂浩彰だった。